# Soskowo (Orjol)
Soskowo (russisch Сосково) ist ein Dorf (selo) in der Oblast Orjol in Russland mit 1794 Einwohnern (Stand 14. Oktober 2010).

## Geographie
Der Ort liegt etwa 50 km Luftlinie südwestlich des Oblastverwaltungszentrums Orjol am Oberlauf des Flüsschens Schir, das gut 7 km südlich in den linken Oka-Nebenfluss Kroma mündet.
Soskowo ist Verwaltungszentrum des Rajons Soskowski sowie Sitz der Landgemeinde Soskowskoje selskoje posselenije, zu der außerdem die neun Dörfer Djukarewo (südlich anschließend), Jelkowo (5 km südwestlich), Kukujewka (5 km westlich), Martjanowo (3 km südlich), Myzkoje (6 km nordwestlich), Orechowo, Rubtschaja (beide 4 km westlich), Schachowzy (8 km nordwestlich) und Swjaginzewo (4 km südlich) sowie die Siedlung Schicharjowka (4 km westlich) gehören.

## Geschichte
Das Dorf wurde erstmals 1734 im Zusammenhang mit der Errichtung einer Kirche unter dem Namen Schtschir erwähnt – nach der damaligen Schreibweise des Flussnamens (russisch Щир); es ist also vermutlich bedeutend älter. Es gehörte zum Ujesd Kromy, ab 1778 Teil der Statthalterschaft Orjol, ab 1796 des Gouvernements Orjol. 1861 wurde der Ort Sitz einer Wolost, bereits unter dem heutigen Namen, abgeleitet von der ursprünglichen Bezeichnung Saskowo (russisch Саськово) des rechts des Flusses gelegenen Ortsteils. Nach der Auflösung des Ujesds am 11. Februar 1924 gehörte das Dorf zum Ujesd Orjol.
Am 30. Juli 1928 kam Soskowo zu einem neu gebildeten Rajon mit Sitz im 10 km nordöstlich gelegenen Dorf Werchnjaja Bojowka, der allerdings bereits im Januar 1931 wieder aufgelöst wurde; sein Territorium wurde dem Urizki rajon mit Sitz im gut 30 km nordöstlich gelegenen Naryschkino angeschlossen. Nach Bildung der Oblast Kursk am 13. Juni 1934 wurde der 1931 aufgelöste Rajon am 18. Januar 1935 wiederhergestellt, nunmehr mit Sitz in Soskowo und nach diesem benannt; die Oblast Orjol entstand erst 1937 durch Ausgliederung aus der Oblast Kursk, wobei der Rajon erhalten blieb.
Im Zweiten Weltkrieg war Soskowo vom 2. Oktober 1941 bis 11. August 1943 von der deutschen Wehrmacht besetzt.
Am 1. Februar 1963 wurde der Rajon erneut zugunsten des Urizki rajon aufgelöst und am 23. August 1985 wiederhergestellt.

### Bevölkerungsentwicklung
| Jahr | Einwohner |
| ---- | --------- |
| 1897 | 576       |
| 1939 | 1282      |
| 1959 | 576       |
| 1989 | 1759      |
| 2002 | 2122      |
| 2010 | 1794      |

Anmerkung: Volkszählungsdaten

## Verkehr
Von Soskowo in nordöstlicher Richtung verläuft die Regionalstraße 54K-17 ins benachbarte Rajonzentrum Naryschkino an der föderalen Fernstraße R120 (Orjol – Brjansk – Smolensk). Über die nach Südosten führende 54K-354 besteht weiter Anschluss in Richtung Kromy an der föderalen Fernstraße M2 Krim, wo sich etwa 30 km entfernt an der Strecke Moskau – Tula – Orjol – Kursk – Belgorod – Charkiw auch die nächstgelegenen Bahnstation befindet. Untergeordnete Straßenverbindungen bestehen in die süd- beziehungsweise nordwestlich benachbarten Rajonzentren Dmitrowsk und Schablykino.

## Sehenswürdigkeiten

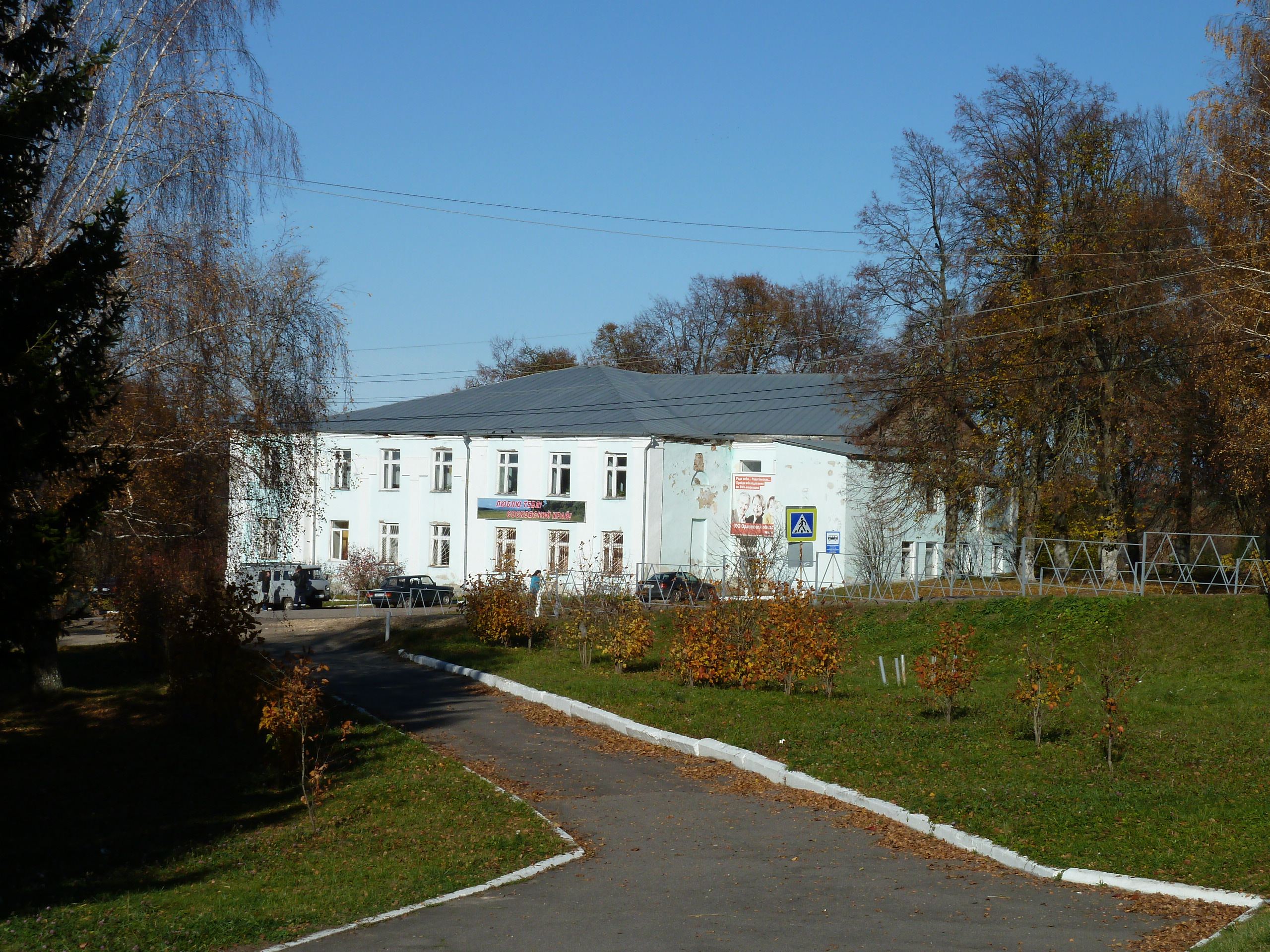
Als Rajonverwaltung und Kulturhaus genutzte frühere Kirche
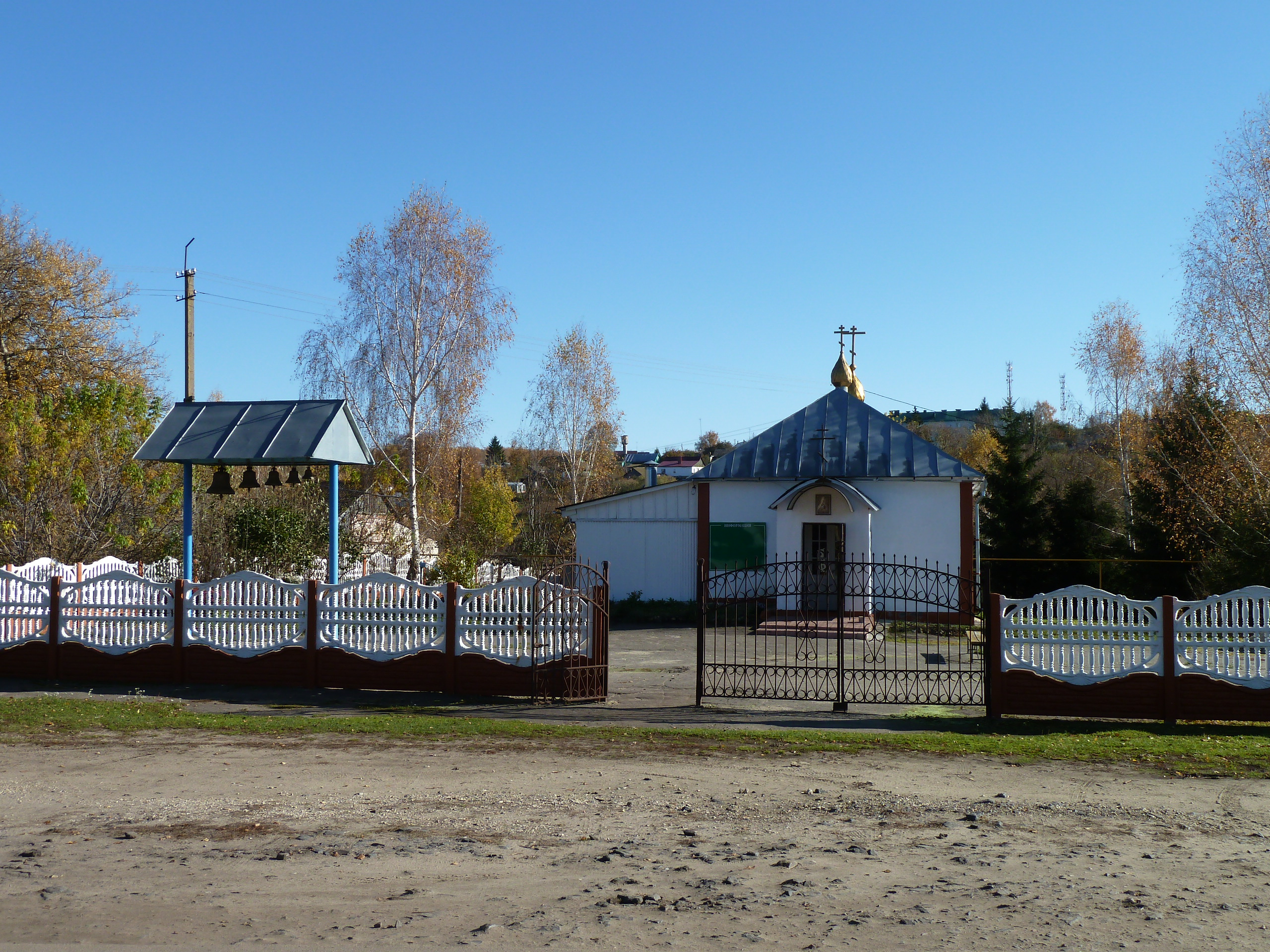
Nikolai-Kirche
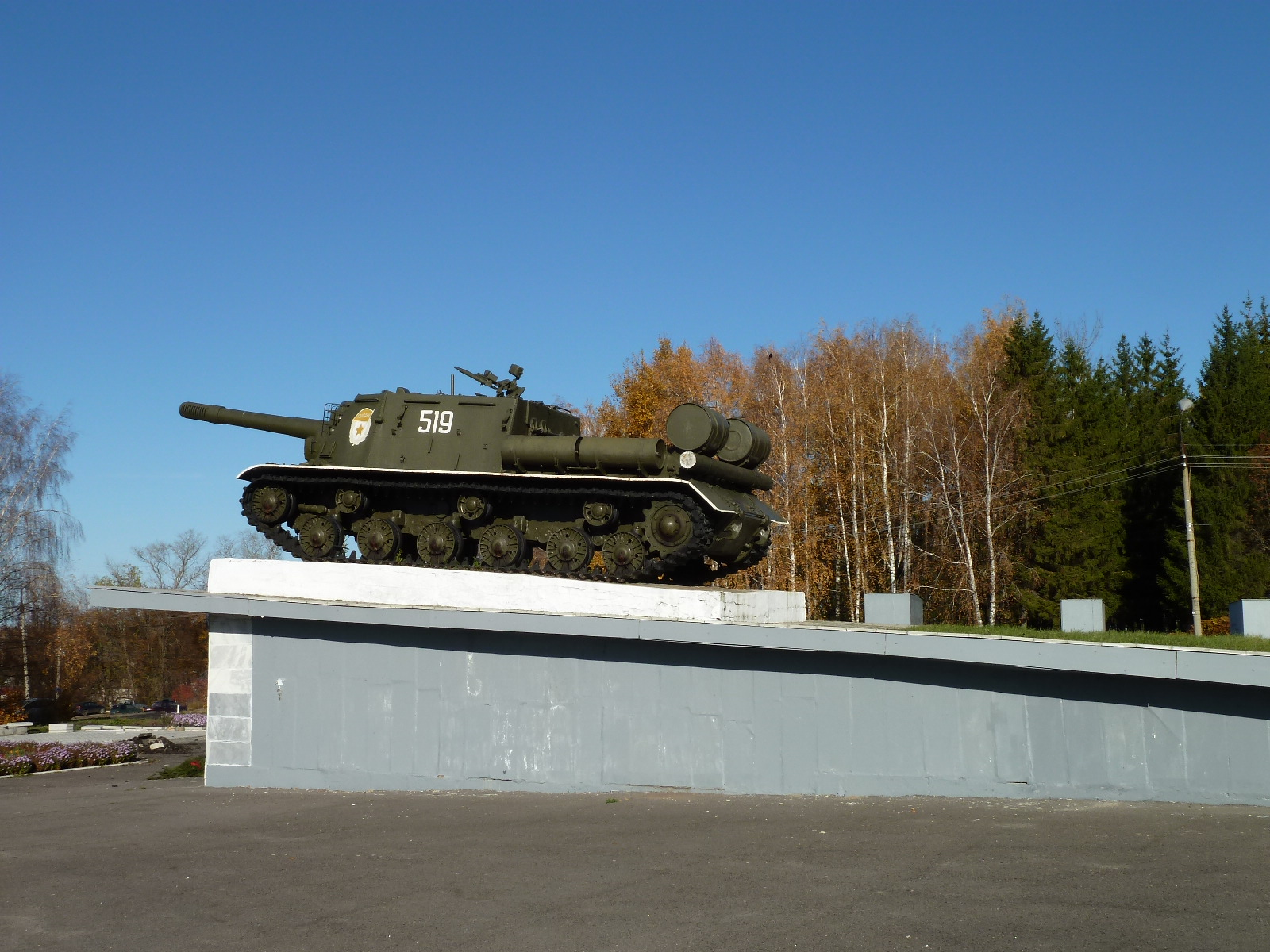
Selbstfahrlafette ISU-152 als Weltkriegsdenkmal
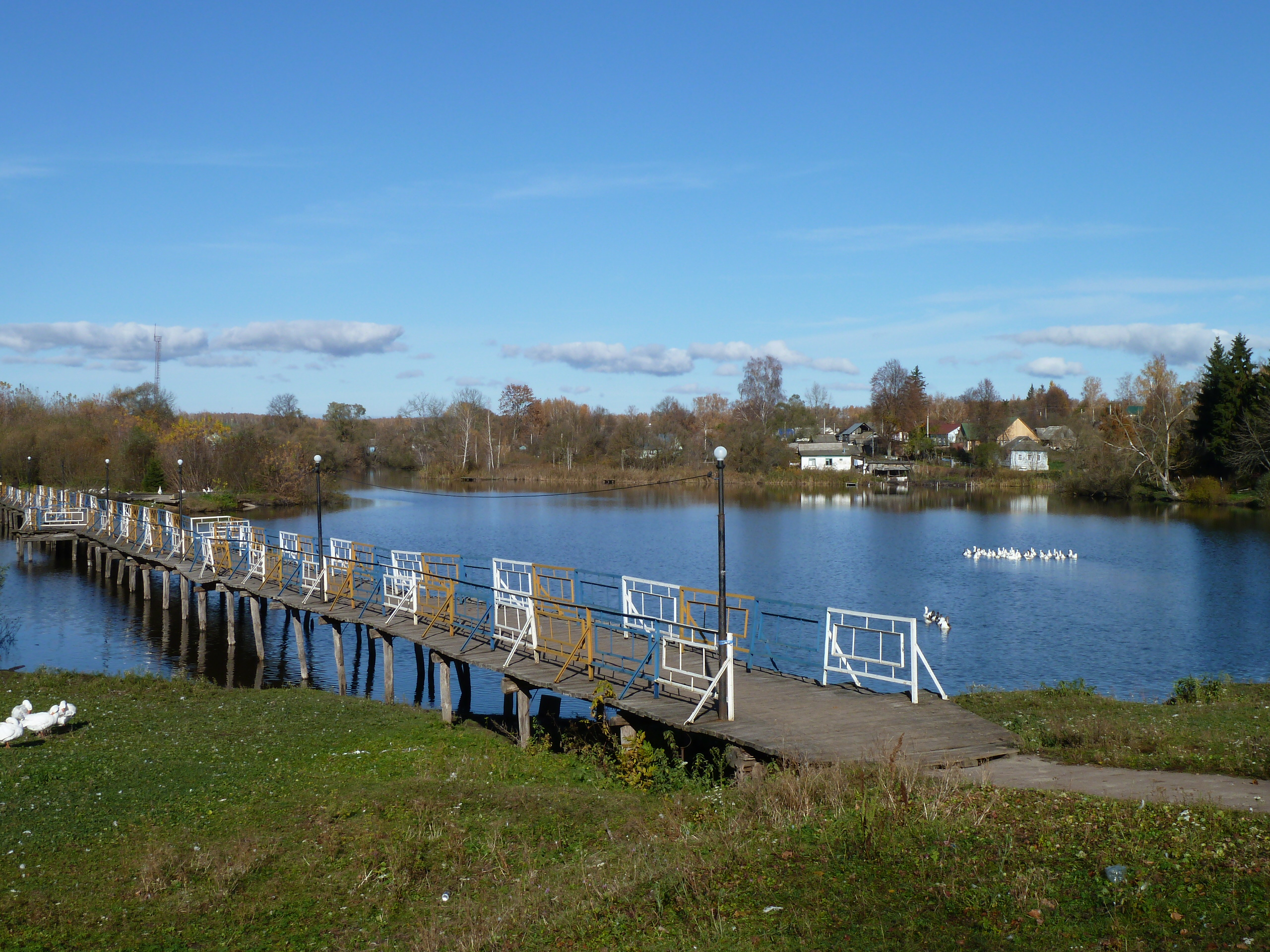
Dorfteich
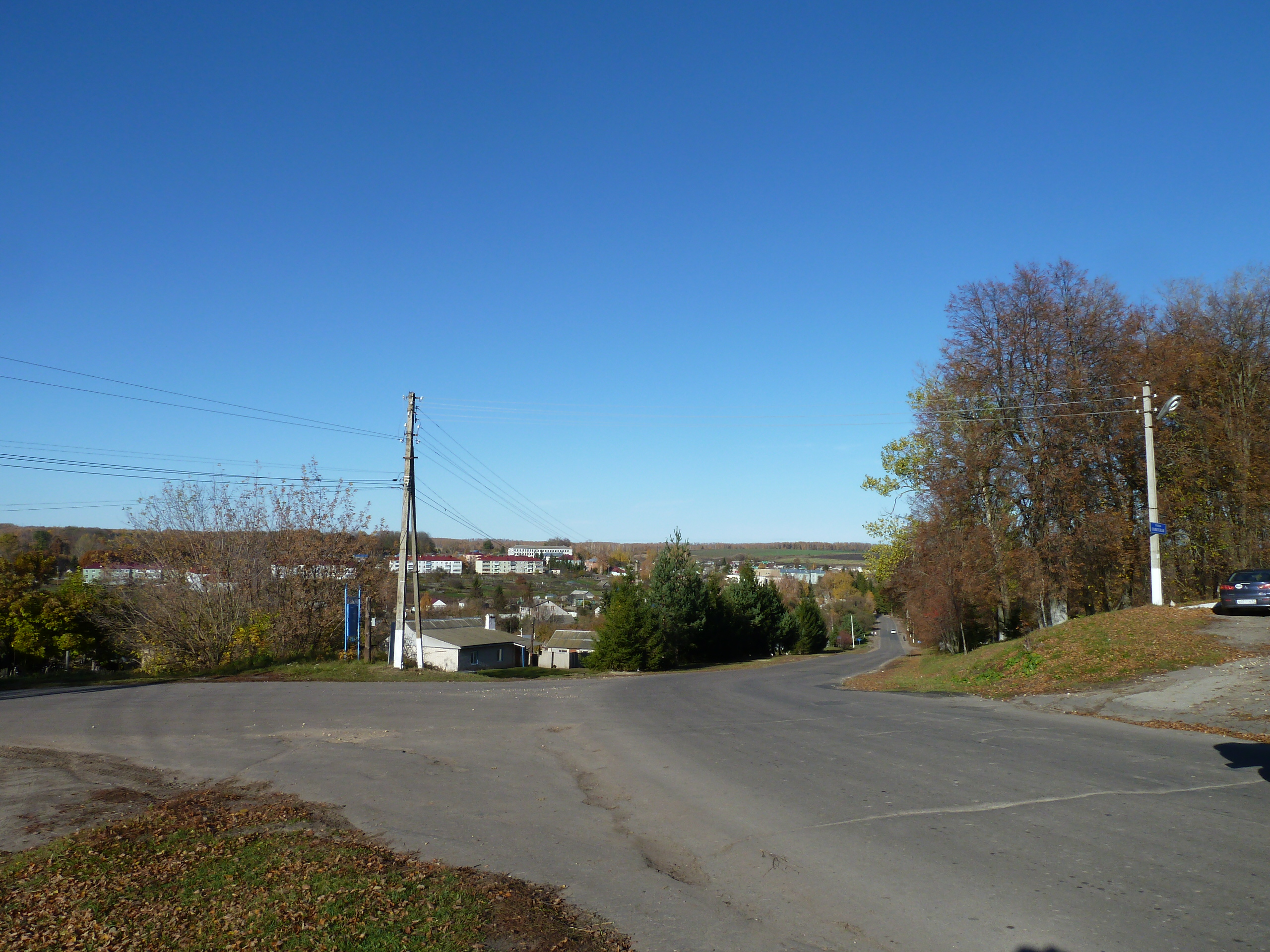
Blick auf den westlichen Teil des Dorfes